# Janville-sur-Juine
Janville-sur-Juine ist eine französische Gemeinde im Département Essonne in der Region Île-de-France. Sie hat 1.997 Einwohner (Stand: 1. Januar 2022). Janville-sur-Juine gehört zum Arrondissement Étampes und zum Kanton Arpajon. Die Einwohner werden Janvillois genannt.

## Geographie
Janville-sur-Juine liegt am Ufer des Flusses Juine etwa 38 Kilometer südlich des Zentrums von Paris. Die Gemeinde liegt im Regionalen Naturpark Gâtinais français. Umgeben wird Janville-sur-Juine von den Nachbargemeinden Lardy im Norden, Bouray-sur-Juine im Osten und Nordosten, Cerny im Osten und Südosten, Villeneuve-sur-Auvers im Süden, Auvers-Saint-Georges im Westen und Südwesten sowie Chamarande im Westen.

## Geschichte
Die Gemeinde wurde 1889 mit dem heutigen Namen gebildet.
| Bevölkerungsentwicklung    | Bevölkerungsentwicklung | Bevölkerungsentwicklung | Bevölkerungsentwicklung | Bevölkerungsentwicklung | Bevölkerungsentwicklung | Bevölkerungsentwicklung | Bevölkerungsentwicklung | Bevölkerungsentwicklung | Bevölkerungsentwicklung |
| -------------------------- | ----------------------- | ----------------------- | ----------------------- | ----------------------- | ----------------------- | ----------------------- | ----------------------- | ----------------------- | ----------------------- |
| Jahr                       | 1962                    | 1968                    | 1975                    | 1982                    | 1990                    | 1999                    | 2006                    | 2012                    | 2019                    |
| Einwohner                  | 776                     | 894                     | 1314                    | 1527                    | 1714                    | 1788                    | 1848                    | 1933                    | 1970                    |
| Quellen: Cassini und INSEE |                         |                         |                         |                         |                         |                         |                         |                         |                         |

## Sehenswürdigkeiten
- Kirche Notre-Dame-de-la-Nativité-de-la-Très-Sainte-Vierge
- Schloss Mesnil-Voisin aus dem 17. Jahrhundert mit Taubenschlag und Kapelle (gehört auch zur Nachbargemeinde Bouray-sur-Juine), Monument historique seit 1980, 1994/1995
- Schloss Gillevoisin, seit 1969 Monument historique
- Turm von Pocancy
- Der Dolmen de la Pierre Levée (deutsch: Dolmen des angehobenen Felsens) ist eine neolithische Megalithanlage und seit 1949 Monument historique

Siehe auch: Liste der Monuments historiques in Janville-sur-Juine

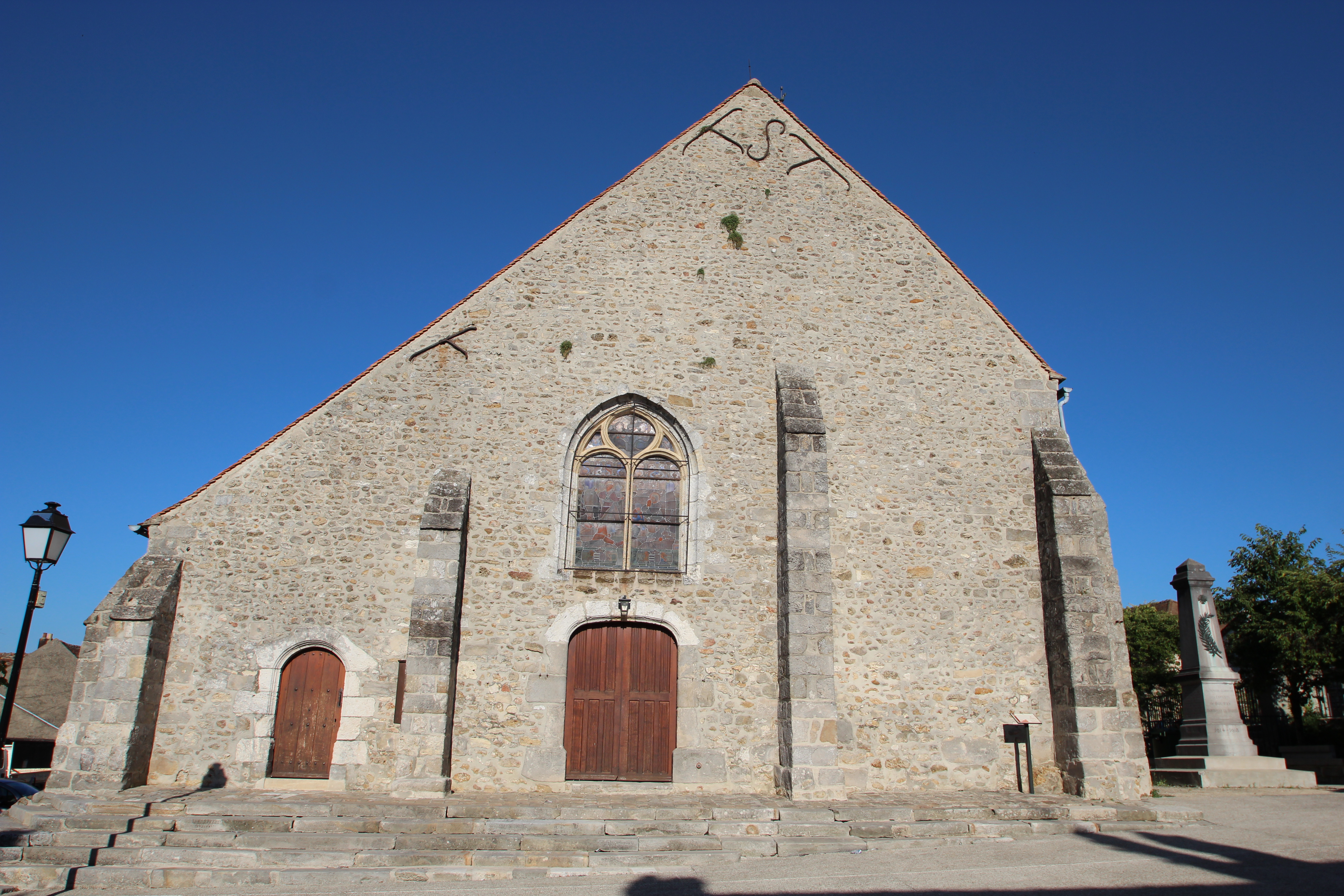
Kirche Saint-Pierre-ès-Liens
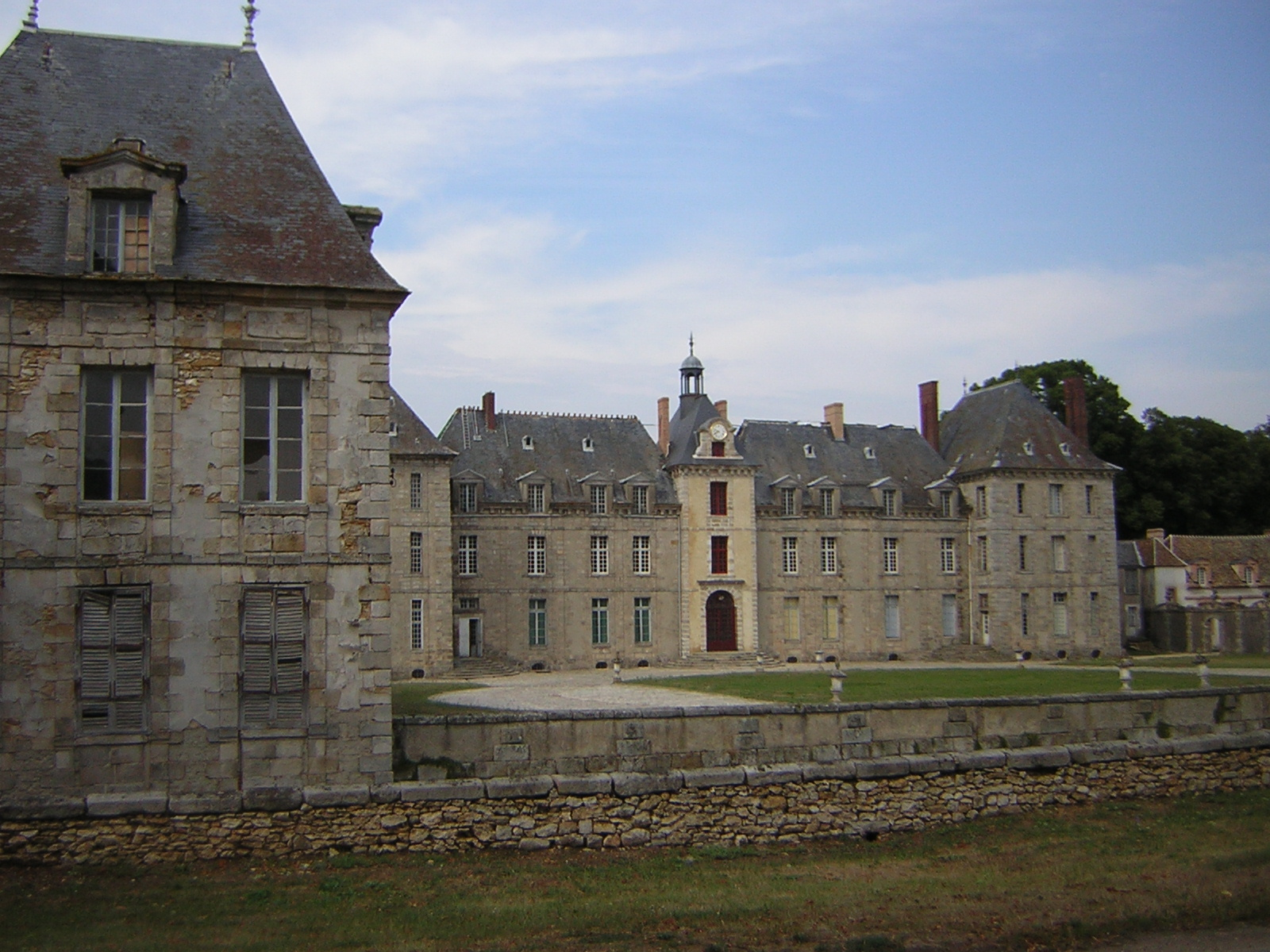
Schloss Mesnil-Voisin
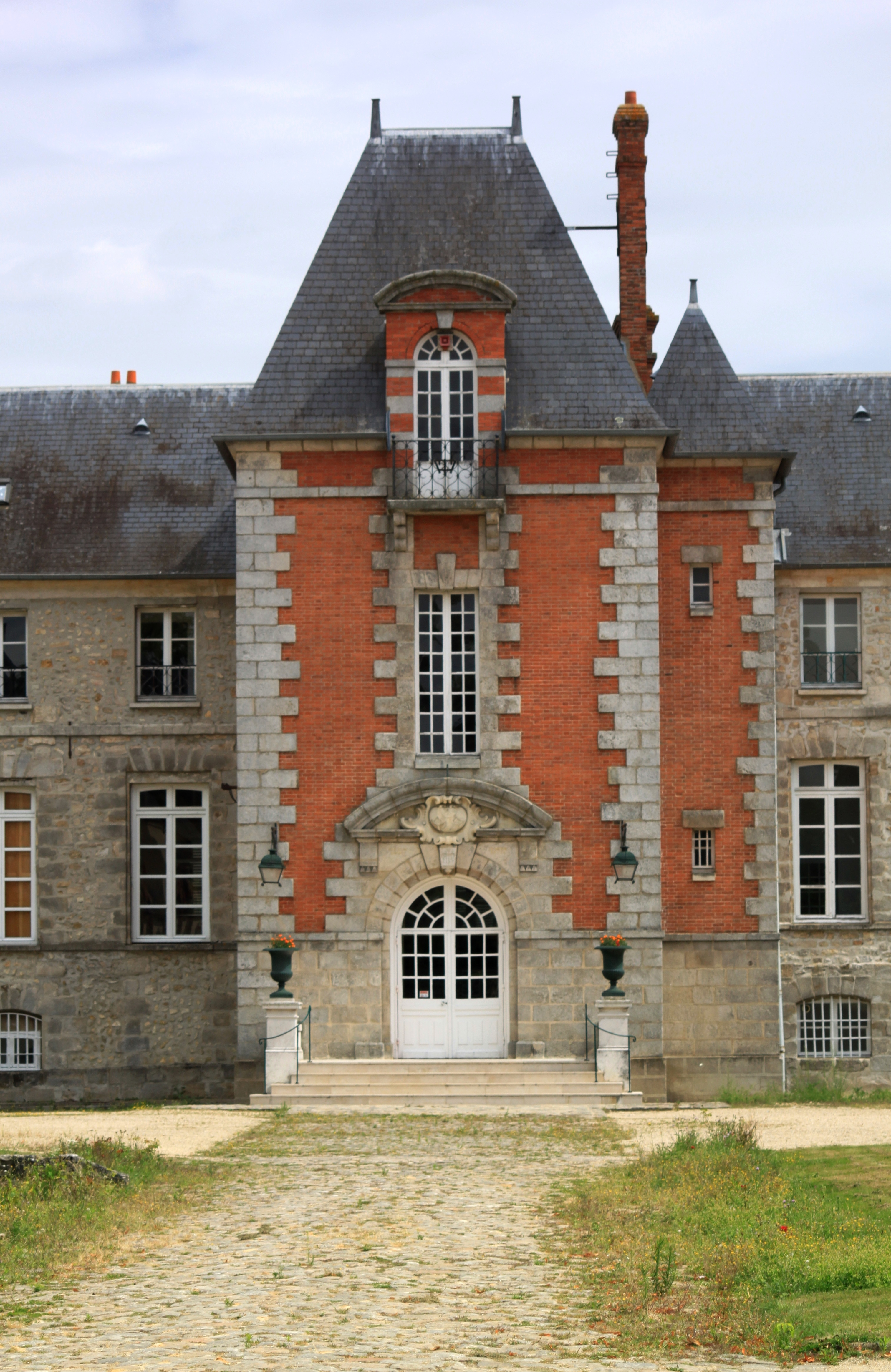
Schloss Gillevoisin
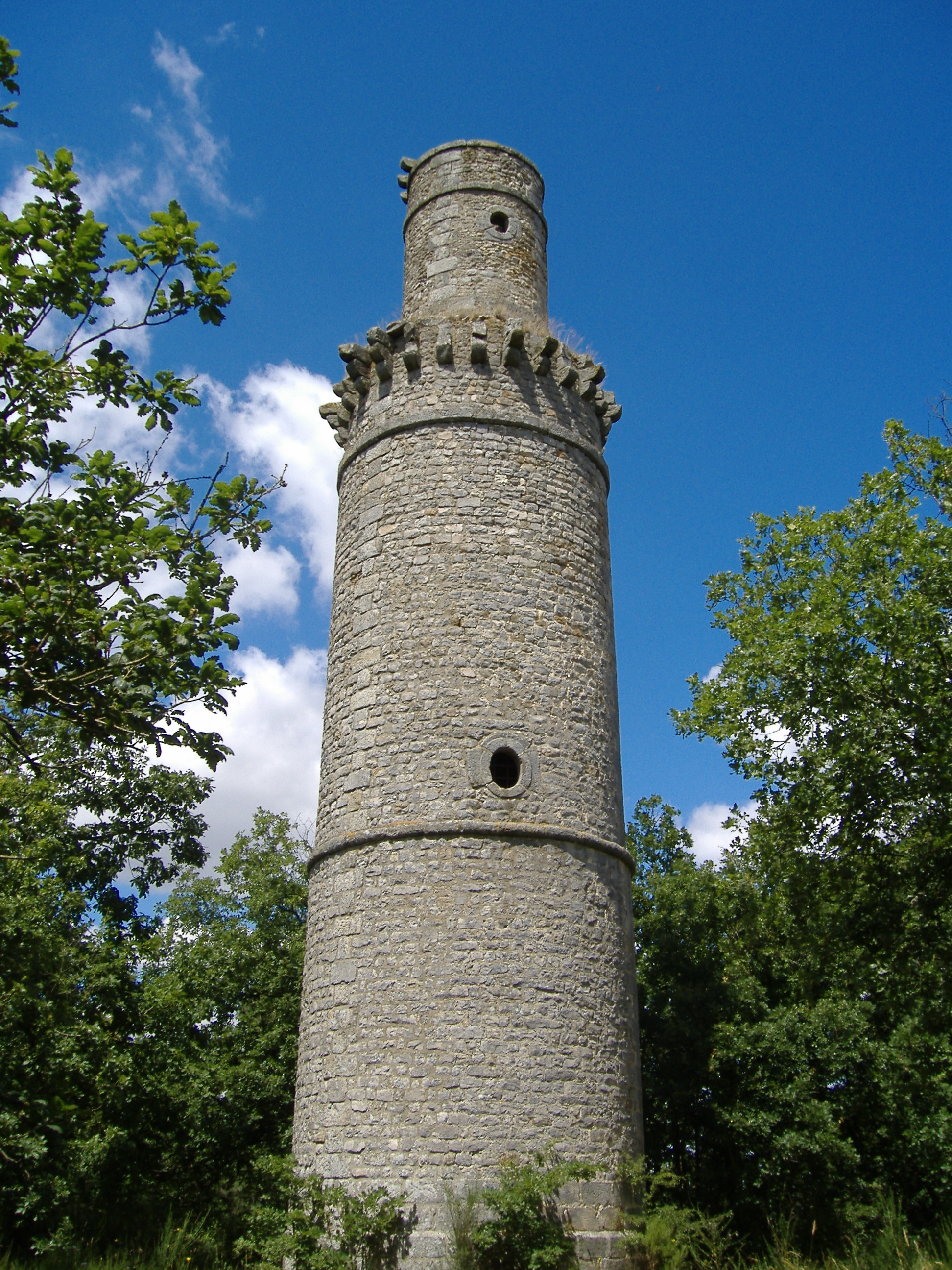
Turm von Pocancy
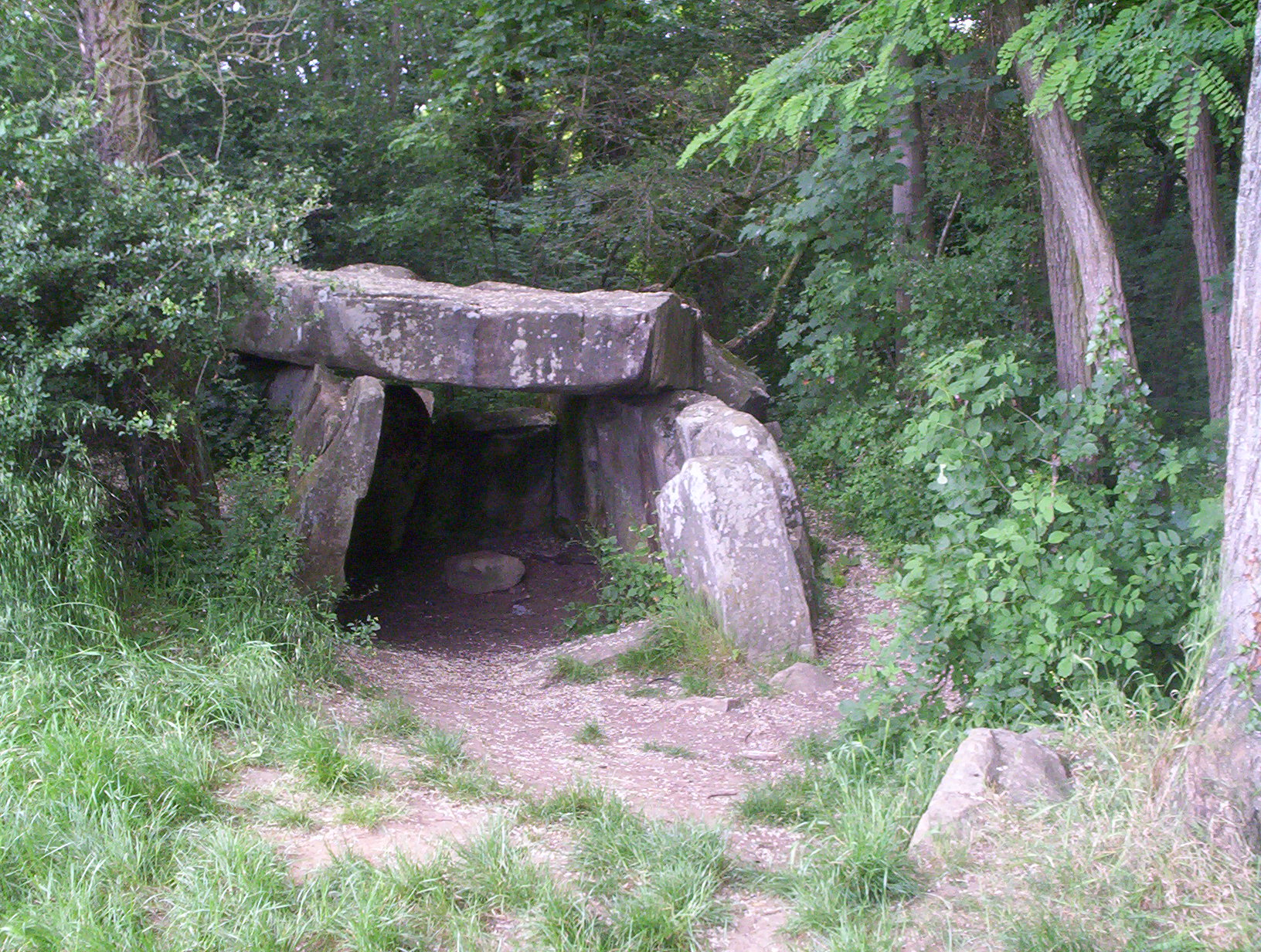
Dolmen de la Pierre Levée